# BK21
BK21(+), Brain Korea 또는 두뇌한국 21은 세계적 수준의 대학원 육성과 우수한 연구인력 양성을 위해 석사,박사과정생 및 신진연구인력(박사후 연구원 및 계약교수)을 집중적으로 지원하는 고등교육 인력양성 사업이다. 보통 언론보도등에서는 약칭인 BK21을 주로 사용한다.
1단계는 1999~2007, 2단계는 2006~2012, 3단계는 2013~2020년까지 시행되었다. 1~2단계에선 약 3조 5천억원의 자금을 투입했고 세계수준의 우수대학원을 양성하는 것을 목표로 삼아 총 74개 대학 568개 사업팀을 선정하였다. 

## 개요
첨단과학기술 분야 핵심인력을 중점으로 양성하고 이를 통해 대학체제를 고쳐 고질적인 입시경쟁을 완화하겠다는 교육개혁안이다. 교육부는 이를 위해 1999년부터 2005년까지 7년간 총 1조 4,000억원을 들여 대학체제를 연구중심 대학원과 교육중심 지역우수대학으로 재편할 계획이다. 이 사업은 '선택과 집중'의 원칙에 따라 차등지원 방식으로 추진된다. 즉, 능력을 갖춘 대학을 선택해 집중 지원한다는 것이다. 또 BK21은 지원대상도 교수가 아닌 대학원생이다.

## 지원내용 및 성과
BK21 사업에서는 주로 대학원생 장학금이나, 신진연구인력 지원비, 또는 여러 가지 국제행사, 사업운영 경비 등을 지원하고 있으며, 주로 과학기술 쪽에 초점이 맞추어져 있다. 이를 통해 연구력 강화나 연구인력확보, 우수대학원의 육성 그리고 국가 균형발전 등의 효과를 내는 것을 목표로 하고 있다. 2006년도 통계에 따르면 BK21사업을 통해 약 1만여명의 인력이 석/박사 학위를 수여받았으며, 약 3만건의 SCI(E)급 논문이 출판되었다.

## 비판 및 부작용
국가지원사업인 관계로 대학간의 이해관계가 얽혀, 선정과정에 대해 이의를 제기하는 경우도 있는 한편

부당하거나 편법을 동원한 실적 부풀리기도 보고된 사례가 있으며

평가기준자체가 모호하거나 적절하지 않다는 비판도 같이 제기되고 있다.

## 같이 보기
- 지방대학 혁신역량 강화사업
- 세계 수준의 연구중심대학 육성 사업